# АРБИТР (компьютерная программа)
Программное средство ПК АРБИТР (ПК АСМ СЗМА) - это Программный Комплекс Автоматизированного Расчёта Безопасности И Технического Риска. Как указано в Аттестационном паспорте Ростехнадзора №424 от 15 июня 2017 года, ПК АРБИТР предназначен для автоматизированного моделирования и расчетов показателей надёжности структурно-сложных систем, включая объекты использования атомной энергии (ОИАЭ) и другие опасные производственные объекты (ОПО). Программное средство обеспечивает автоматизированное моделирование и расчет вероятностей возникновения (невозникновения) аварийных ситуаций и аварий ОПО.

## История
Предыдущие названия программного комплекса:  ПК «АСМ СЗМА».
Прототип программного комплекса: ПК «АСМ 2001».
Программный комплекс АРБИТР (ПК АСМ СЗМА) аттестован в «Совете по аттестации программных средств» Научно-технического центра ядерной и радиационной безопасности (НТЦ ЯРБ) Федеральной службы по экологическому, технологическому и атомному надзору (Ростехнадзор) РФ. Выдан аттестационный паспорт №424 от 21.02.2007 г. сроком на 10 лет. ПК разрешён к применению на объектах Ростехнадзора РФ.
В 2017 году прошел процедуру продления аттестации. Выдан Аттестационный паспорт №424 от 15 июня 2017 г. сроком на 10 лет.
ПК АРБИТР внесен в реестр российского ПО под № 2970 от 14.03.2017 г. на основании приказа Министерства цифрового развития, связи и массовых коммуникаций Российской Федерации от 09.03.2017 №103.

## Обзор
Теоретической основой ПК АРБИТР является общий логико-вероятностный метод. В качестве графического средства описания функционирования систем используется взвешенный ациклический граф - схема функциональной целостности (СФЦ). СФЦ сочетает в себе интуитивно понятный инструментарий построения графической модели надежности (безопасности) и математический аппарат логико-вероятностных расчетов.

## Основные возможности
ПК АРБИТР является инструментальным средством поддержки проведения исследовательских, проектных, эксплуатационных работ и надзорных функций и обеспечивает решение следующих задач:
- Количественная оценка показателей надежности и безопасности технических и организационных систем.
- Количественная оценка риска возникновения аварий на опасных производственных объектах (ОПО) и объектах использования атомной энергии (ОИАЭ).
- Моделирование и расчет надежности распределенных систем управления (РСУ) и систем противоаварийной защиты (ПАЗ).
- Корректное построение минимальных сечений отказов (МСО), автоматический учет отказов по общей причине (ООП) с использованием моделей альфа- и бета-фактора, множественных греческих букв.
- Расчет значимостей отдельных элементов, их сочетаний и определение наиболее критичных элементов структуры.
- Учёт различных видов зависимостей и множественных состояний элементов, представляемых c помощью групп несовместных событий.

Многие высшие учебные заведения РФ используют ПК АРБИТР для организации учебного процесса по программам, связанным с вопросами надежности, промышленной безопасности, кибербезопасности, проектирования и эксплуатации сложных технических и организационных систем.

## Стандарты и Руководящие документы
Стандарты и Руководящие документы, поддерживаемые программным комплексом АРБИТР:
- ГОСТ 24.701-86. Надежность автоматизированных систем управления. Основные положения.
- ГОСТ 27.301-95. Надежность в технике. Расчет надежности. Основные положения.
- ГОСТ Р 27.101-2021. Надежность в технике. Надежность выполнения задания и управление непрерывностью деятельности. Термины и определения.
- ГОСТ Р 27.102-2021. Надежность в технике. Надежность объекта.
- ГОСТ Р 27.010-2019. Надежность в технике. Математические выражения для показателей безотказности, готовности, ремонтопригодности
- ГОСТ Р 27.302-2009. Надежность в технике. Анализ дерева неисправностей.
- ГОСТ Р МЭК 62502-2014. Менеджмент риска. Анализ деревьев событий.
- ГОСТ Р МЭК 71078-2021. Надежность в технике. Структурная схема надежности.
- ГОСТ Р МЭК 61508-6-2012.  Функциональная безопасность систем электрических, электронных, программируемых электронных, связанных с безопасностью. Часть 6. Руководство по применению ГОСТ Р МЭК 61508-2 и ГОСТ Р МЭК 61508-3.